# Rossano Brasi
Rossano Brasi (né le 3 juin 1972 à Bergame, dans la province de Bergame, en Lombardie) est un ancien coureur cycliste italien. Il a été professionnel de 1994 à 2002 dans les équipes Polti et De Nardi-Pasta Montegrappa.

## Biographie
Issu de la piste, discipline où il excelle chez les amateurs en participant notamment à la poursuite par équipes des J.O. de Barcelone, il remporte deux victoires en tant que professionnel : le Grand Prix de l'Escaut en 1995 et la première édition de la Classique de Hambourg en 1996. Il est contraint de ne pas prendre le départ du Tour de France 2000 en raison d'un hématocrite supérieur à 50%. Le retrait de Polti du monde du cyclisme cette même année incite Brasi à signer chez De Nardi, où il termine sa carrière deux ans plus tard.

## Palmarès

### Palmarès amateur
- 1989
  -  Champion du monde du contre-la-montre par équipes juniors (avec Andrea Peron, Davide Rebellin et Cristian Salvato)
- 1990
  -  Médaillé d'argent du championnat du monde du contre-la-montre par équipes juniors
- 1991
  -  Champion du monde militaire du contre-la-montre par équipes (avec Daniele Nardello, Nicola Giacomazzi et Cassano)
- 1992
  - 10e étape de la Semaine cycliste bergamasque
- 1993
  -  Champion du monde du contre-la-montre par équipes (avec Gianfranco Contri, Cristian Salvato et Rosario Fina)

### Palmarès professionnel
- 1994
  - 3e de la CoreStates Classic
- 1995
  - Grand Prix de l'Escaut
- 1996
  - HEW Cyclassics

## Résultats sur les grands tours

### Tour de France
6 participations
- 1995 : 102e
- 1996 : 97e
- 1997 : 130e
- 1998 : 82e
- 1999 : 127e
- 2000 : suspendu (hématocrite supérieur à 50 %)[3]

### Tour d'Italie
1 participation
- 1997 : 91e

### Tour d'Espagne
1 participation
- 1999 : 86e